# Капітан Фракасс (фільм, 1984)
«Капітан Фракасс» — український радянський двосерійний телевізійний художній фільм режисера Володимира Савельєва, знятий на кіностудії імені Олександра Довженка в 1984 році за однойменним романом Теофіля Готьє.

## Сюжет
В грозову ніч до збіднілого барона де Сігоньяка завернула трупа бродячих акторів, які прямують до Парижа щоб прославитися і стати кращою трупою Франції. Барон закохується в чарівну дівчину Ізабеллу. Бродячі актори пропонують барону приєднатися до них і барон погоджується…

## У ролях
- Олег Меншиков — барон де Сігоньяк
- Михайло Данилов — Тиран
- Юрі Ярвет — Матамор
- Анна Ісайкіна (Дубровська) — Ізабелла
- Світлана Тома (Фомічова) — Серафіна
- Леонід Ярмольник — Леандр (озвучував Ігор Ясулович)
- Анастасія Бедредінова — дуенья
- Олег Севастьянов — Блазіуса
- Івар Калниньш — герцог де Валломбрез
- Всеволод Шиловський — маркіз де Брюйер
- Імант Кремберг — П'єр
- Петро Горін — Агостен, розбійник
- Анна Зайцева — Чикита
- Олена Кондулайнен — Іоланта де Фуа
- Кирило Черноземов — Бретер
- Олев Ескола — Принц
- Валентин Нікулін — Кардинал
- В епізодах: Артур Ваха, Андрій Дударенко, Карл Калкун, Рита Рааве, Ф. Ратас, Борис Романов, Мурад Султаніязов, Тоомас Урб та ін.

## Саундтрек
- Композитори: Ісаак Шварц, Володимир Дашкевич.
- Пісні на вірші Булата Окуджави виконали Олена Камбурова та Наталія Горленко.